# 一ノ関運輸区
一ノ関運輸区（いちのせきうんゆく）は、岩手県一関市にあった東日本旅客鉄道（JR東日本）盛岡支社の車両基地、および乗務員（運転士・車掌）基地である。
一ノ関統括センターの発足に伴い、2023年3月17日限りで廃止。乗務員は一ノ関統括センターへ、車両検修部門は東北本部盛岡車両センター一ノ関派出所に移管となった。

## 配置車両に記されていた略号
「盛イチ」…盛岡支社を意味する「盛」と、一ノ関を意味する「イチ」から構成される。

## 東北本部への移管時に配置されていた車両
2022年（令和4年）4月1日現在の配置車両は次のとおり。
2023年（令和5年）3月18日付の組織改正に伴い、所属していた車両は全車東北本部盛岡車両センターに転属し、同センター一ノ関派出所に常駐の扱いとなっている。
キハ100系気動車
- 0番台23両が配置されている。
- 大船渡線、北上線、東北本線（一ノ関 - 北上間）で運用される。
- 2011年（平成23年）3月11日、東北地方太平洋沖地震による津波で、大船渡線大船渡 - 下船渡間で地震により停車していた2両（キハ100-30・38）が冠水[2][3]、廃車となった。
- キハ100-1・3の2両が内外装ともにポケットモンスターのキャラクターを装飾したPOKÉMON with YOU トレインに改造され[4]、2012年（平成24年）12月22日から（ただし28日までは事前招待客のみが対象）臨時快速「ポケモントレイン気仙沼号」として大船渡線の一ノ関 - 気仙沼間で運行を開始した[5]。

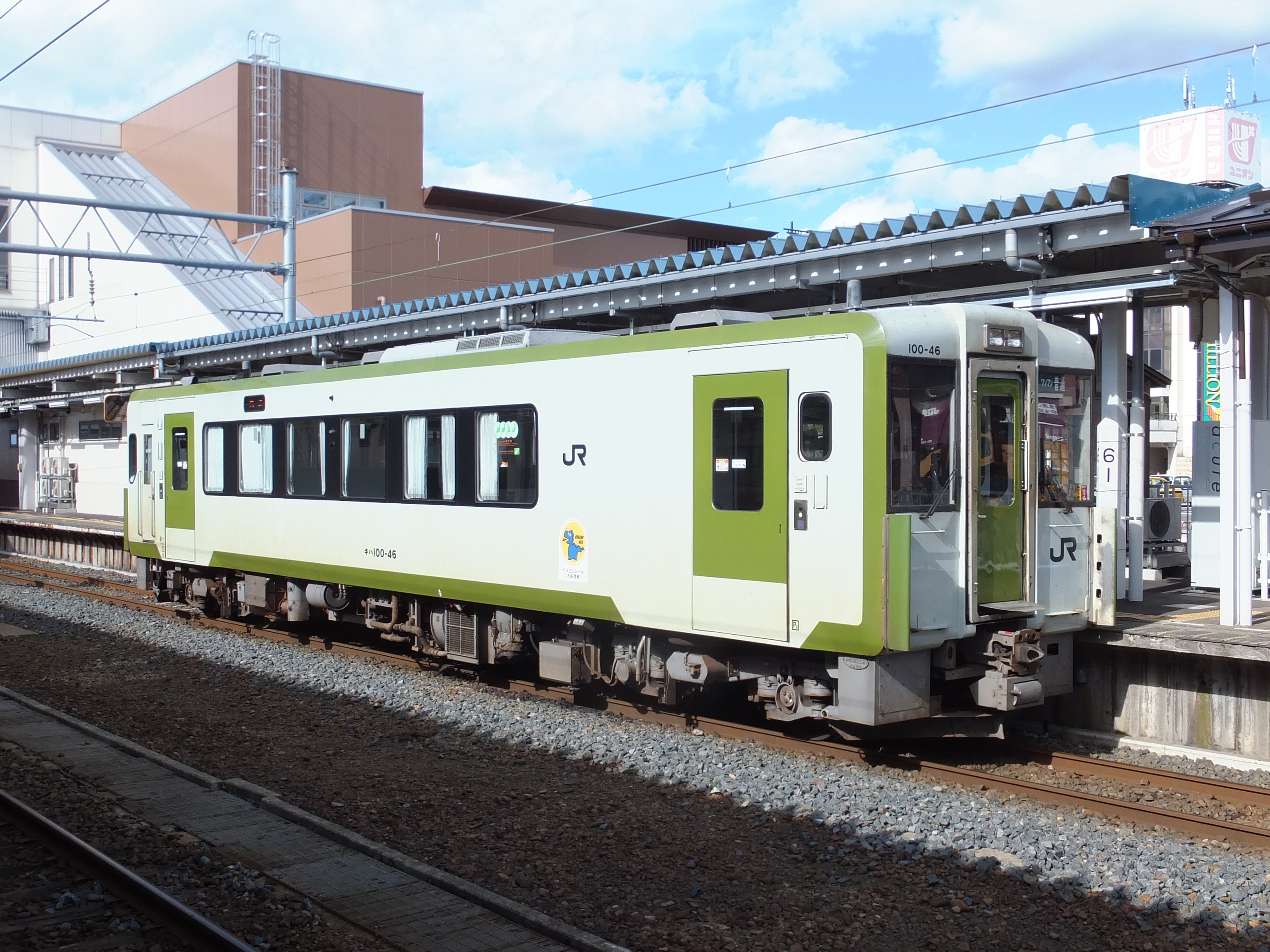
キハ100形（2013年8月、横手駅）
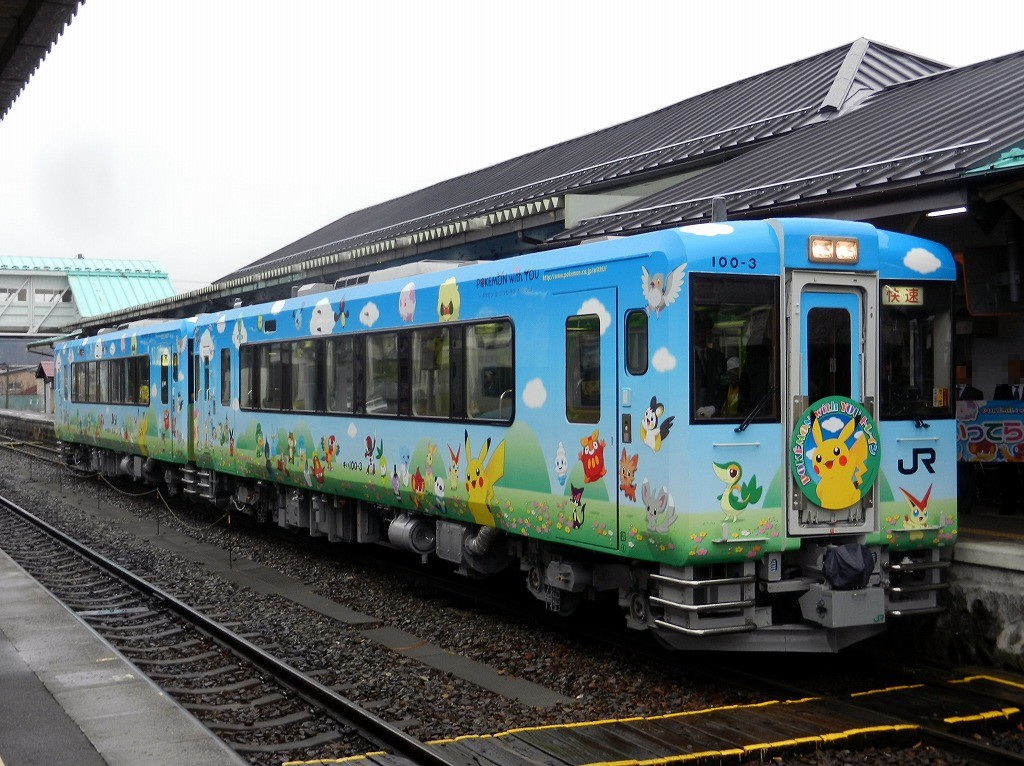
POKÉMON with YOU トレイン（2012年12月、気仙沼駅）

## 組織体系と歴史

### 旧・一ノ関車掌区
- 1929年（昭和4年）5月1日 - 仙台車掌所一ノ関支所設置。
- 1943年（昭和18年）1月10日 - 一ノ関車掌区に昇格。
- 1960年（昭和35年）10月10日 - 一ノ関管理所発足に伴い営業科に編入。一ノ関管理所列車乗務員室となる。
- 1969年（昭和44年）2月10日 - 一ノ関管理所廃止。一ノ関車掌区復活。

### 旧・一ノ関運転区

#### 一ノ関機関区
- 1890年（明治23年）4月16日 - 一ノ関機関庫設置（のち一ノ関機関区に改称）。
- 1960年（昭和35年）10月10日 - 一ノ関管理所発足に伴い、運転部門は運転科、検修部門は車両科に編入。
- 1968年（昭和43年）7月10日 - 一ノ関管理所運転科を分離、一ノ関機関区発足。
- 1987年（昭和62年）3月1日 - 一ノ関運転区に改称[6]。

#### 一ノ関客貨車区
一ノ関検車支区
- 1929年（昭和4年）4月1日 - 仙台検車区一ノ関派出所設置。
- 1938年（昭和13年）10月14日 - 仙台検車区一ノ関支区に昇格。
- 1946年（昭和21年）7月1日 - 小牛田検車区設置により、小牛田検車区一ノ関支区となる。
- 1950年（昭和25年）8月1日 - 組織改正により、盛岡検車区一ノ関支区となる。

一ノ関車電区
- 1927年（昭和2年）11月19日 - 仙台電力区一ノ関電灯検査手詰所設置。
- 1935年（昭和10年）5月1日 - 仙台車電区発足により、仙台車電区一ノ関助役詰所に昇格。
- 1946年（昭和21年）5月1日 - 仙台車電区一ノ関支区に昇格。
- 1947年（昭和22年）4月1日 - 一ノ関車電区に昇格。

検車支区・車電区統合後
- 1951年（昭和26年）4月1日 - 一ノ関検車支区・一ノ関車電区を統合し、一ノ関客貨車区発足。
- 1960年（昭和35年）10月10日 - 一ノ関管理所発足に伴い、車両科に編入。
- 1969年（昭和44年）2月10日 - 一ノ関管理所廃止。一ノ関客貨車区復活。
- 時期不明 - 一ノ関機関区に統合。

### 車掌区・運転区統合後
- 1989年（平成元年）3月16日 - 一ノ関運転区と一ノ関車掌区を統合して一ノ関運輸区発足[7]。同時に一ノ関運転区気仙沼派出・気仙沼駅乗務員を統合・編入し、一ノ関運輸区気仙沼派出を設置[8]。
- 1992年（平成4年）3月15日 - 大船渡線営業所発足に伴い一ノ関運輸区気仙沼派出廃止（運転士は大船渡線営業所運輸科、車掌は一ノ関運輸区へ）。
- 2023年（令和5年）3月18日 - 一ノ関駅と一ノ関運輸区を統合し、一ノ関統括センター発足し、一ノ関運輸区廃止。検修部門は東北本部盛岡車両センター一ノ関派出所に移管。